# Dionisio de Tracia
Dionisio de Tracia (en griego Διονύσιος ὁ Θρᾷξ) fue un gramático griego que vivió entre el 170 y el 90 a. C. Fue discípulo de Aristarco y perteneciente por tanto a la escuela alejandrina. Se le atribuye la redacción de la Tékhne Grammatiké (Arte gramática), considerada la primera gramática griega en términos contemporáneos, que sirvió de base a las posteriores gramáticas del griego, del latín y de otras lenguas europeas hasta bien entrado el Renacimiento.

## Vida
Dionisio nació a mediados del s. II a. C. en Alejandría, y desarrolló su mayor actividad en Rodas, que en aquel entonces era un centro de movimiento artístico y estudios filológicos, donde impartió clases de todas las ramas de la Filología.

## Gramática
Se le atribuye la autoría de la primera gramática del griego (Tékhne Grammatiké o Arte gramática), considerado la base de toda la tradición gramatical occidental. Se considera que acuñó el término «adjetivo» y distinguió los nombres en «sustantivos» y «adjetivos», distinción que posteriormente se utilizó en otros idiomas.
La autoría de Dionisio es discutida por varios motivos, entre ellos que:
- en el prólogo se mencionan 6 partes pero solo conocemos una sobre el estudio de las irregularidades analógicas;
- otro gramático posterior, Apolonio Díscolo, habla de él pero no de su gramática;
- el único manuscrito que se conserva es del siglo V, muy posterior a la vida de Dionisio de Tracia.[1]

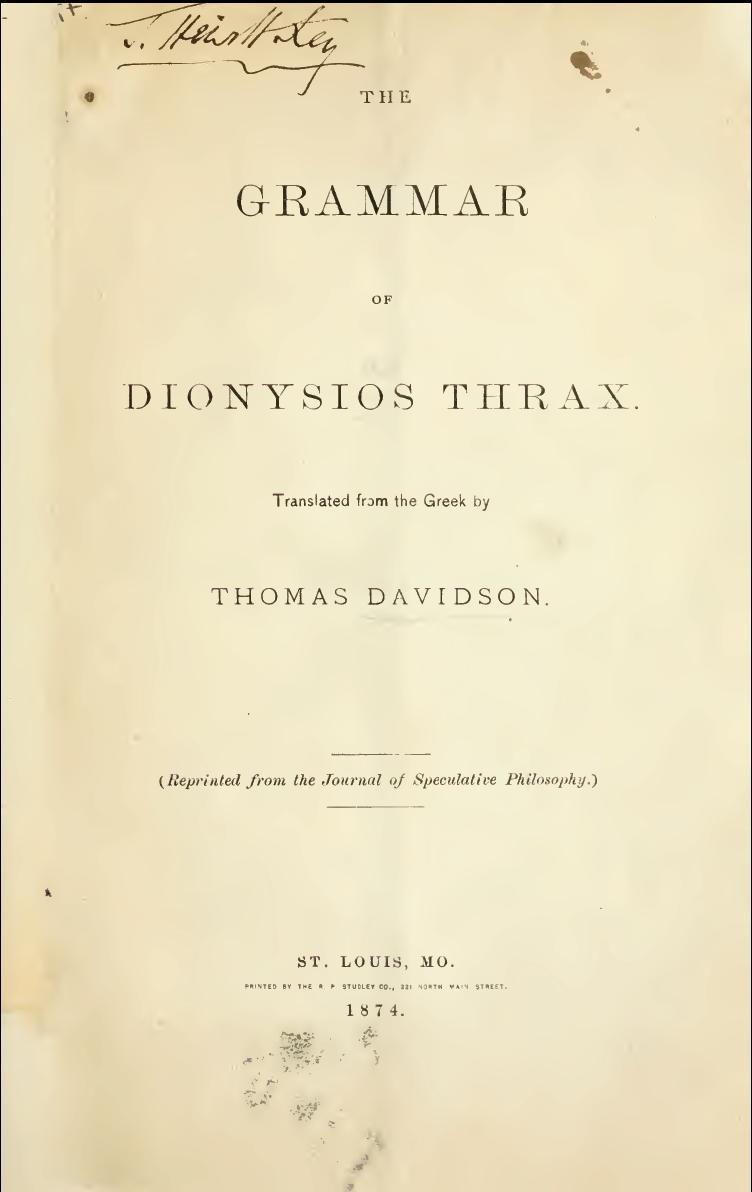
Portada de la primera traducción inglesa de la gramática de Dionisio de Tracia.